# Unione Nazionale Interuniversitaria
L'Unione Nazionale Interuniversitaria (Union Nationale Interuniversitaire, UNI) è un'unione francese di studenti universitari di destra, creata nel febbraio 1969.

## Storia
L’UNI fu fondata per espandere l'influenza conservatrice e di destra nell'università francese dopo gli eventi del Maggio 1968. Fu creata per iniziativa del Service d'Action Civique, un'associazione del movimento gollista di destra, in particolare da Robert Pandraud, Charles Pasqua e Jacques Foccart; il Service d'Action Civique fu poi sciolto nel 1982 dal governo socialista.
L'Unione Nazionale Interuniversitaria è sempre stata fortemente anticomunista e antisocialista, schierata contro i numerosi gruppi studenteschi di sinistra che esistono nelle università francesi. Fin dalla sua fondazione, l'UNI sostiene di essere un movimento di attivisti: le principali missioni dell'organizzazione sono l’attivismo e la partecipazione alle elezioni dei rappresentanti degli studenti nelle università francesi. L'unione si posiziona inoltre all'interno del dibattito politico nazionale che si oppone fortemente al matrimonio omosessuale, all'azione positiva e alla legalizzazione della cannabis.

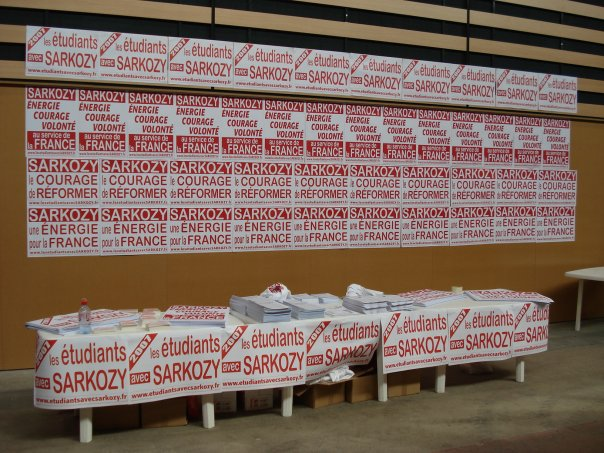
Tavola UNI durante la riunione della campagna di Nicolas Sarkozy a Lione (Aprile 2007)

Tra aprile 1984 e aprile 1985 l’UNI ha ricevuto 575 000 $ dal governo degli Stati Uniti attraverso il National Endowment for Democracy ed è stato anche sostenuto da Irving Brown, leader delle relazioni internazionali dell'AFL-CIO e di un contraente della CIA

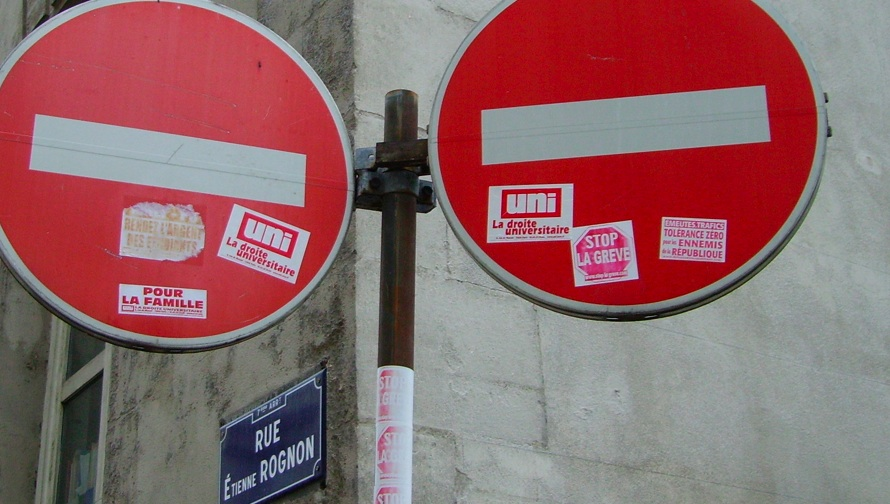
Adesivi UNI presso l'Istituto di studi politici di Lione, Lione, Francia

A partire dal 1995, UNI ha sostenuto il presidente Jacques Chirac contro il Partito Socialista Francese. La sua posizione anti-socialista spinse l'UNI ad avvicinarsi al Raggruppamento per la Repubblica e poi all'Unione per un Movimento Popolare (in seguito divenuto I Repubblicani), il principale partito di destra francese. Alcuni dei suoi membri appartengono anche al Movimento per la Francia, un partito politico conservatore più tradizionalista. Gli attivisti UNI partecipano spesso ai raduni UMP anche se le due organizzazioni rimangono indipendenti.
Durante il referendum francese sulla Costituzione Europea del 2005, l’UNI era fortemente divisa tra attivisti euroscettici ed europeisti. I leader UNI decisero infine di sostenere la Costituzione europea, mentre una grande parte degli attivisti del sindacato si mobilitò contro di essa. Nelle Elezioni presidenziali in Francia del 2007, l’UNI ha fortemente sostenuto il candidato conservatore Nicolas Sarkozy anche se alcuni dei suoi membri hanno preferito la campagna per il candidato cattolico tradizionalista, euroscettico e anti-immigrazione, Philippe de Villiers.

## Famosi ex membri della UNI
Il presidente Nicolas Sarkozy e il primo ministro François Fillon erano entrambi membri della UNI quando studiavano all'università.
Michèle Alliot-Marie, Jean-François Copé, Roger Karoutchi, Éric Raoult, Renaud Muselier, Laurent Wauquiez, Christian Jacob, Christian Vanneste, Bernard Debré, Jean-Paul Delevoye e Xavier Bertrand sono anch’essi ex membri dell’UNI.